# Армак (село)

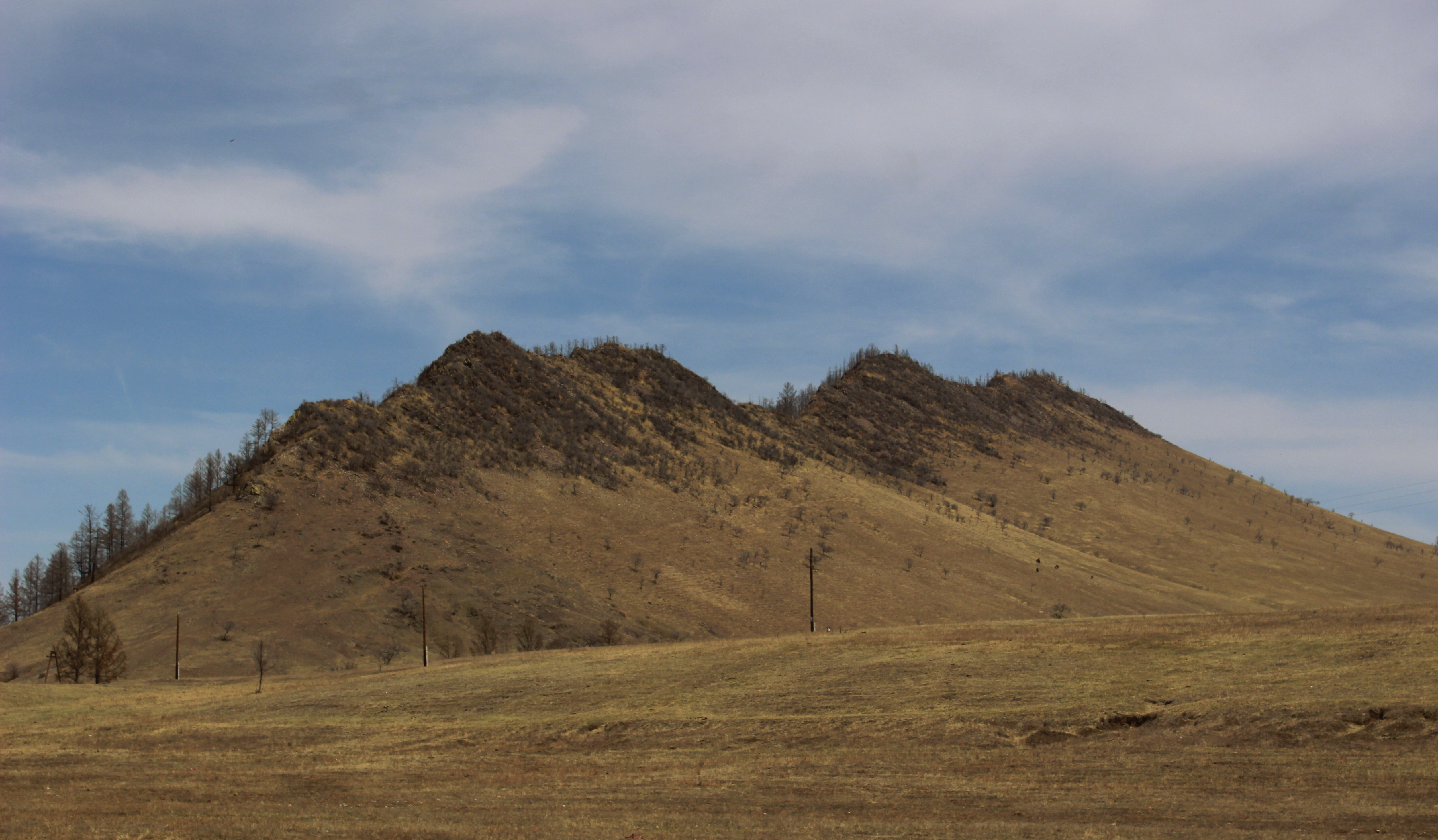
Гора «Верблюд» на подъезде к селу Армак

Арма́к (бур. Армаг) — село в Джидинском районе Бурятии. Административный центр сельского поселения «Армакское».

## География
Расположено в 67 км к западу от районного центра, села Петропавловки, в межгорной долине Малого Хамар-Дабана, на левом берегу реки Армак (левый приток Джиды), выше впадения в неё речки Алцак. В 6,5 км к югу от села проходит региональная автодорога Р440 Джидинский тракт.

## История

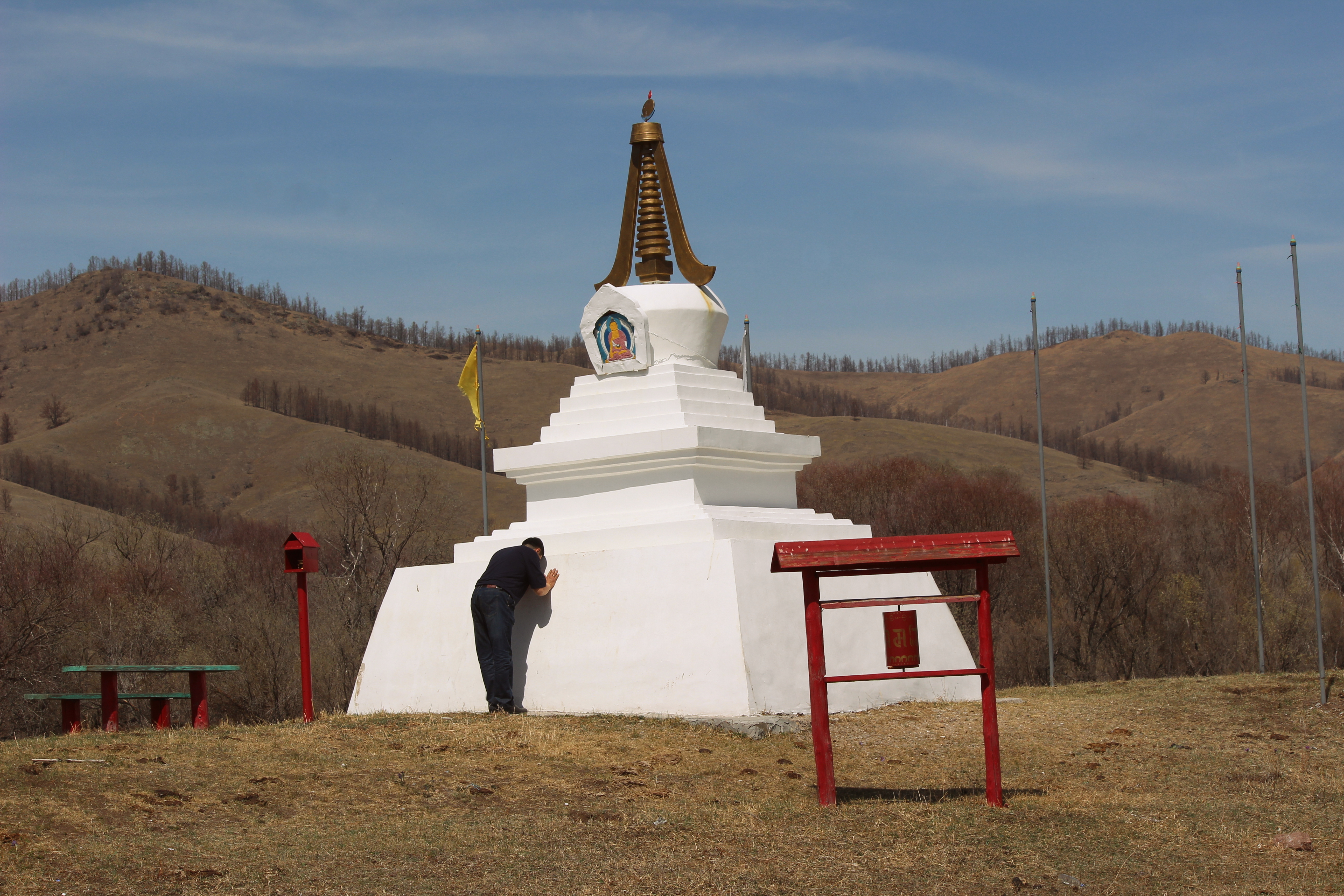
Субурган на въезде в Армак

Издавна эти места были заселены монгольскими(протобурятскими) племенами. В XVII веке из Монголии сюда переселилось небольшое племя сартулов. Позже, объединившись с эхиритами, хори, булагатами, хонгодорами и другими племенами, сартулы дали начало этногенезу бурятского этноса. В начале XVIII века, в связи с утверждением российско-монгольской границы, сюда пришли русские казаки, которые стали нести пограничную службу. Ими было основано село Армак.
В первой половине XIX века в районе Армака был построен Игумновский тракт через Хамар-Дабан, по которому шли товары из Кяхты в Иркутск.

## Население
| 2002 | 2010 | 2012 | 2013 | 2014 | 2015 | 2016 |
| ---- | ---- | ---- | ---- | ---- | ---- | ---- |
| 491  | ↘480 | ↗484 | ↘483 | ↗486 | ↗489 | ↘481 |
| 2017 | 2018 | 2019 | 2020 | 2021 | 2023 | 2024 |
| ↘468 | ↗477 | ↗479 | ↘472 | ↘362 | ↘351 | ↘340 |

Население села смешанное — русские, буряты.

## Инфраструктура
- сельская администрация
- средняя школа (первая школа в селе открылась в 1906 году)
- детский сад
- Дом культуры
- библиотека